# Park Ji-su
Park Ji-su (kor. 박지수; ur. 6 grudnia 1998 w Seongnamie) – południowokoreańska koszykarka, występująca na pozycji środkowej, reprezentantka kraju.

## Osiągnięcia
Stan na 9 sierpnia 2020, na podstawie, o ile nie zaznaczono inaczej.

### Drużynowe
- Mistrzyni Korei Południowej (2019)
- Wicemistrzyni Korei Południowej (2018)

### Indywidualne
- Najlepsza nowo przybyła zawodniczka koreańskiej ligi WKBL (2017)
- Zaliczona do I składu WKBL (2018)
- Uczestniczka meczu gwiazd ligi południowokoreańskiej (2020)[3]

### Reprezentacja
Seniorek
- Wicemistrzyni igrzysk azjatyckich (2018)
- Brązowa medalistka mistrzostw Azji (2015)
- Uczestniczka:
  - mistrzostw:
    - świata (2014 – 13. miejsce, 2018 – 14. miejsce)
    - Azji (2015, 2017 – 4. miejsce)

  - kwalifikacji olimpijskich (2016)

Młodzieżowe
- Brązowa medalistka mistrzostw Azji U–18 (2014, 2016)
- Uczestniczka:
  - mistrzostw:
    - świata U–19 (2013 – 13. miejsce, 2015 – 13. miejsce)
    - świata U–17 (2012 – 9. miejsce, 2014 – 10. miejsce)
- Liderka w blokach mistrzostw świata U–19 (2015)